# Kasteel Planckendael

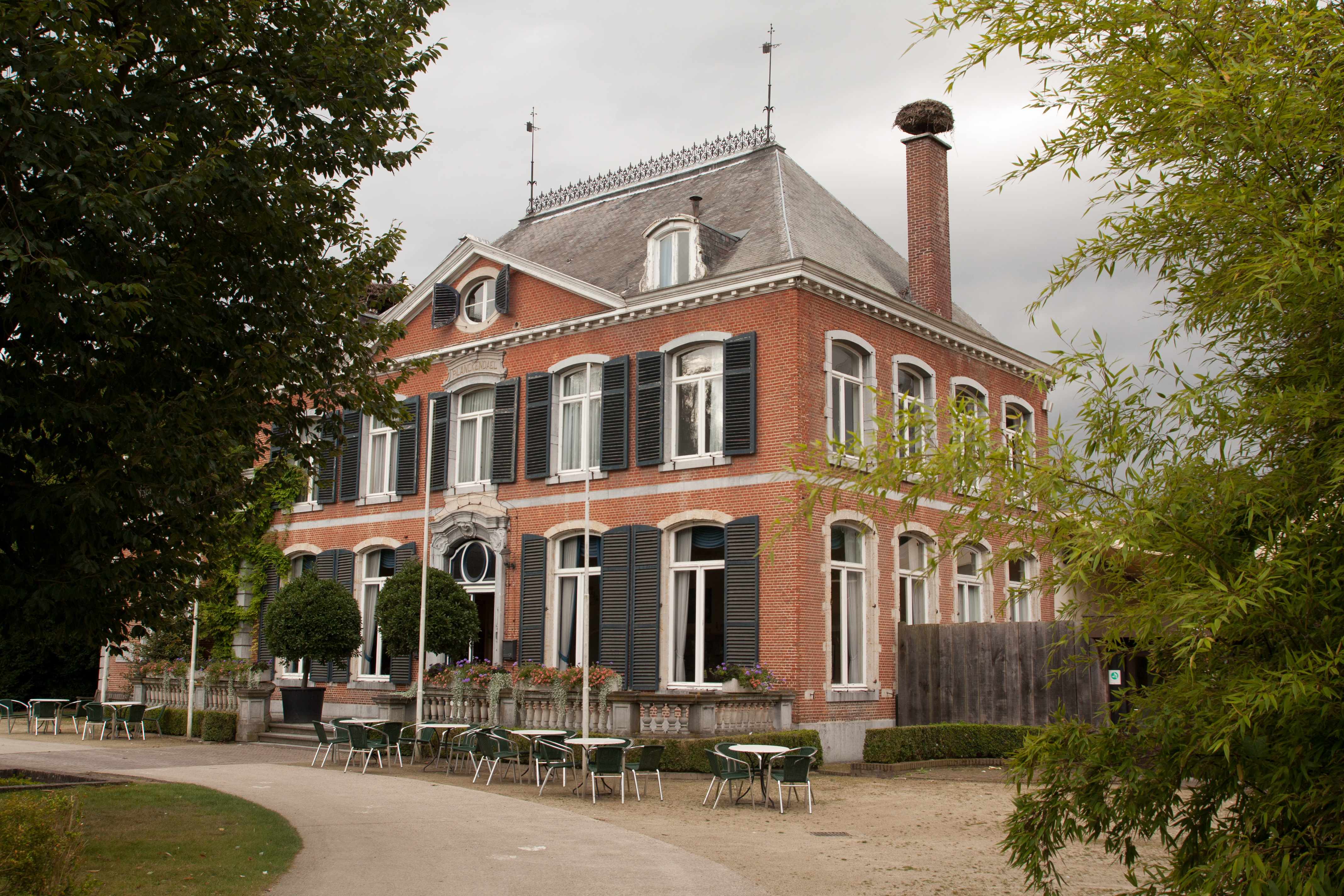
Kasteel Planckendael

Het Kasteel Planckendael is een kasteel in de tot de Antwerpse gemeente Mechelen behorende plaats Muizen, gelegen aan de Leuvensesteenweg 582.
Het domein, waardoorheen de Barebeek stroomt, wordt tegenwoordig ingenomen door een dierentuin, die 45 ha beslaat. Het oorspronkelijk domein besloeg 100 ha, maar door de aanleg van wegen, spoorwegen en het kanaal Leuven-Dijle is veel van de oppervlakte verdwenen.
Het kasteel is gebouwd omstreeks 1780 in rococostijl. Het heeft een rechthoekige plattegrond en een kenmerkende vorstkam. De voorgevel heeft een driehoekig fronton. De ingangsdeur heeft een arduinen omlijsting in Lodewijk XV-stijl.
Omstreeks 1880 werd het kasteel vergroot met een haakse aanbouw. Bijgebouwen zijn de paardenstallen (1886), een bediendenwoning (1867), een dienstgebouw (1908) en een boswachterswoning.